# Saison 6 de Scandal
Chronologie
Saison 5 Saison 7
Cet article présente le guide des épisodes de la sixième saison de la série télévisée américaine Scandal.

## Généralités
- Le 3 mars 2016, ABC annonce le renouvellement de la série pour une sixième saison[1]. Le 3 mai 2016, le site TV Line annonce que la sixième saison ne se composera que de seize épisodes au lieu des 22 initialement prévues, en raison de la deuxième grossesse de Kerry Washington[2].
- Annoncée pour le 19 janvier 2017[3] aux États-Unis, le lancement de la sixième saison a été repoussée au 26 janvier 2017. Elle a été diffusée du 26 janvier 2017 au 18 mai 2017 sur le réseau ABC. Au Canada, elle a été proposée le lendemain sur Netflix.

## Distribution

### Acteurs principaux
- Kerry Washington (VF : Marjorie Frantz) : Olivia Pope
- Darby Stanchfield (VF : Agnès Manoury) : Abby Whelan
- Katie Lowes (VF : Céline Melloul) : Quinn Perkins
- Guillermo Díaz (VF : Nessym Guétat) : Huck Finn
- Jeff Perry (VF : Thierry Wermuth) : Cyrus Beene
- Tony Goldwyn (VF : Philippe Valmont) : Fitzgerald Grant
- Joshua Malina (VF : Patrice Baudrier) : David Rosen
- Bellamy Young (VF : Claire Guyot) : Mellie Grant
- Scott Foley (VF : Mathias Kozlowski) : Jake Ballard
- Portia de Rossi (VF : Charlotte Marin) : Elizabeth « Lizzie Bear » North (épisodes 1 à 11)
- Cornelius Smith Jr. (en) (VF : Sidney Kotto) : Marcus Walker
- Joe Morton (VF : Jean-Paul Pitolin) : Rowan « Eli » Pope

### Acteurs récurrents et invités
- Artemis Pebdani (en) : Susan Ross
- Chelsea Kurtz (VF : Clara Soares) : Jennifer Fields (épisodes 2 à 7, 9)
- George Newbern (VF : Thierry Bourdon) : Charlie (épisodes 2, 3, 5, 7, 9  , 11 et 12)
- Zoe Perry (VF : Stéphanie Hédin) : Samantha Ruland [4] (épisodes 6 à 9, 11 à 13)
- David Warshofsky (VF : Jean-François Vlérick) : Theodore Peus (épisodes 6 à 9, 11 à 13)
- Ricardo Chavira (VF : Bernard Gabay) : Francisco Vargas  (épisodes 1 à 3, 6 et 8)
- Phoebe Neidhardt (VF : Jennifer Fauveau) : Meg (épisodes 3, 7 à 9)
- Saycon Sengbloh (VF : Charlotte Corréa) : Angela Webster (épisodes 2 à 4, 11)
- Matthew Del Negro (VF : Serge Faliu) : Michael Ambruso (épisodes 3, 4 et 11)
- Tessie Santiago (VF : Sophie Riffont) : Luna Vargas (épisodes 2, 6, 12, 16)
- Paul Adelstein (VF : Boris Rehlinger) : Leo Bergen (épisodes 8 et 12)
- Jessalyn Gilsig (VF : Virginie Kartner) : Vanessa Moss[5] (épisodes 1, 5 et flashbacks)
- Brian Letscher (VF : Tanguy Goasdoué) : Tom Larsen (épisodes 3 et 4)
- Larry Sullivan (en) : Nelson McClintock (épisodes 2 et 6)
- Dan Bucatinsky (VF : Nicolas Djermag) : James Novak (épisode 10)
- Kate Burton (VF : Évelyne Grandjean) : Sally Langston (épisode 5)
- Gregg Henry (VF : Gabriel Le Doze) : Hollis Doyle (épisode 10)
- Debra Mooney : Verna Thornton (épisode 10)

## Épisodes

### Épisode 1:La Survie du plus fort
- États-Unis : 26 janvier 2017 sur ABC[6]
- Canada : 27 janvier 2017 sur Netflix
- France :
  - 28 janvier 2017 sur Canal+ Séries (en VOSTFr)
  - 25 juin 2017 sur Canal+ Séries (en VF)
- Québec : 7 septembre 2017 sur Séries+

- États-Unis : 7,62 millions de téléspectateurs[7] (première diffusion)

### Épisode 2:Les Grands Moyens
- États-Unis : 2 février 2017 sur ABC
- Canada : 3 février 2017 sur Netflix
- France :
  - 4 février 2017 sur Canal+ Séries (en VOSTFr)
  - 25 juin 2017 sur Canal+ Séries (en VF)
- Québec : 14 septembre 2017 sur Séries+

- États-Unis : 6,54 millions de téléspectateurs[8] (première diffusion)

### Épisode 3:Un destin pire que la mort
- États-Unis : 9 février 2017 sur ABC
- Canada : 10 février 2017 sur Netflix
- France :
  - 11 février 2017 sur Canal+ Séries (en VOSTFr)
  - 2 juillet 2017 sur Canal+ Séries (en VF)
- Québec : 21 septembre 2017 sur Séries+

- États-Unis : 6,22 millions de téléspectateurs[9] (première diffusion)

### Épisode 4:La Ceinture
- États-Unis : 16 février 2017 sur ABC
- Canada : 17 février 2017 sur Netflix
- France :
  - 18 février 2017 sur Canal+ Séries (en VOSTFr)
  - 2 juillet 2017 sur Canal+ Séries (en VF)
- Québec : 28 septembre 2017 sur Séries+

- États-Unis : 6,06 millions de téléspectateurs[10] (première diffusion)

### Épisode 5:Courbettes et Politesses
- États-Unis : 9 mars 2017 sur ABC
- Canada : 10 mars 2017 sur Netflix
- France :
  - 11 mars 2017 sur Canal+ Séries (en VOSTFr)
  - 9 juillet 2017 sur Canal+ Séries (en VF)
- Québec : 5 octobre 2017 sur Séries+

- États-Unis : 5,26 millions de téléspectateurs[11] (première diffusion)

### Épisode 6:Zanzibar
- États-Unis : 16 mars 2017 sur ABC
- Canada : 17 mars 2017 sur Netflix
- France :
  - 18 mars 2017 sur Canal+ Séries (en VOSTFr)
  - 9 juillet 2017 sur Canal+ Séries (en VF)
- Québec : 12 octobre 2017 sur Séries+

- États-Unis : 5,63 millions de téléspectateurs[12] (première diffusion)

### Épisode 7:Un traître parmi nous
- États-Unis : 23 mars 2017 sur ABC
- Canada : 24 mars 2017 sur Netflix
- France :
  - 25 mars 2017 sur Canal+ Séries (en VOSTFr)
  - 16 juillet 2017 sur Canal+ Séries (en VF)
- Québec : 19 octobre 2017 sur Séries+

- États-Unis : 5,4 millions de téléspectateurs[13] (première diffusion)

### Épisode 8:En avoir ou pas
- États-Unis : 30 mars 2017 sur ABC
- Canada : 31 mars 2017 sur Netflix
- France :
  - 1er avril 2017 sur Canal+ Séries (en VOSTFr)
  - 16 juillet 2017 sur Canal+ Séries (en VF)
- Québec : 26 octobre 2017 sur Séries+

- États-Unis : 6,57 millions de téléspectateurs[14] (première diffusion)

### Épisode 9:Un mort dans l'eau
- États-Unis : 6 avril 2017 sur ABC
- Canada : 7 avril 2017 sur Netflix
- France :
  - 7 avril 2017 sur Canal+ Séries (en VOSTFr)
  - 23 juillet 2017 sur Canal+ Séries (en VF)
- Québec : 2 novembre 2017 sur Séries+

- États-Unis : 5,1 millions de téléspectateurs[15] (première diffusion)

### Épisode 10:La Décision
- États-Unis : 13 avril 2017 sur ABC
- Canada : 14 avril 2017 sur Netflix
- France :
  - 15 avril 2017 sur Canal+ Séries (en VOSTFr)
  - 23 juillet 2017 sur Canal+ Séries (en VF)
- Québec : 9 novembre 2017 sur Séries+

- États-Unis : 5,35 millions de téléspectateurs[16] (première diffusion)

### Épisode 11:Le Cheval de Troie
- États-Unis : 20 avril 2017 sur ABC
- Canada : 21 avril 2017 sur Netflix
- France :
  - 22 avril 2017 sur Canal+ Séries (en VOSTFr)
  - 30 juillet 2017 sur Canal+ Séries (en VF)
- Québec : 16 novembre 2017 sur Séries+

- États-Unis : 5,11 millions de téléspectateurs[17] (première diffusion)

### Épisode 12:Miséricorde
- États-Unis : 27 avril 2017 sur ABC
- Canada : 28 avril 2017 sur Netflix
- France :
  - 29 avril 2017 sur Canal+ Séries (en VOSTFr)
  - 30 juillet 2017 sur Canal+ Séries (en VF)
- Québec : 23 novembre 2017 sur Séries+

- États-Unis : 5,2 millions de téléspectateurs[18] (première diffusion)

### Épisode 13:La Boîte
- États-Unis : 4 mai 2017 sur ABC
- Canada : 5 mai 2017 sur Netflix
- France :
  - 6 mai 2017 sur Canal+ Séries (en VOSTFr)
  - 6 août 2017 sur Canal+ Séries (en VF)
- Québec : 30 novembre 2017 sur Séries+

- États-Unis : 5,15 millions de téléspectateurs[19] (première diffusion)

### Épisode 14:Jeu de tête
- États-Unis : 11 mai 2017 sur ABC
- Canada : 12 mai 2017 sur Netflix
- France :
  - 13 mai 2017 sur Canal+ Séries (en VOSTFr)
  - 6 août 2017 sur Canal+ Séries (en VF)
- Québec : 7 décembre 2017 sur Séries+

- États-Unis : 5,1 millions de téléspectateurs[20] (première diffusion)

### Épisode 15:Tic-tac
- États-Unis : 18 mai 2017 sur ABC
- Canada : 19 mai 2017 sur Netflix
- France :
  - 20 mai 2017 sur Canal+ Séries (en VOSTFr)
  - 13 août 2017 sur Canal+ Séries (en VF)
- Québec : 14 décembre 2017 sur Séries+

- États-Unis : 5,23 millions de téléspectateurs[21] (première diffusion)

### Épisode 16:Transfert de pouvoir
- États-Unis : 18 mai 2017 sur ABC
- Canada : 19 mai 2017 sur Netflix
- France :
  - 20 mai 2017 sur Canal+ Séries (en VOSTFr)
  - 13 août 2017 sur Canal+ Séries (en VF)
- Québec : 21 décembre 2017 sur Séries+

- États-Unis : 5,23 millions de téléspectateurs[21] (première diffusion)

## Audiences aux États-Unis
La moyenne de cette saison est de 5,60 millions de téléspectateurs américains. L'épisode le plus regardé est le premier, La Survie du plus fort (Survival of the Fittest) avec 7,62 millions de téléspectateurs, alors que l'épisode le moins regardé est le 9e, Un mort dans l'eau (Dead in the Water) avec 5,10 millions de téléspectateurs américains.
| N° d'épisode | Titre original          | Titre français             | Chaîne | Date de diffusion originale | Audience (en millions de téléspectateurs) | PDM sur les 18-49 ans |
| ------------ | ----------------------- | -------------------------- | ------ | --------------------------- | ----------------------------------------- | --------------------- |
| 1            | Survival of the Fittest | La Survie du plus fort     | ABC    | 26 janvier 2017             | 7,62                                      | 2,0                   |
| 2            | Hardball                | Les Grands Moyens          | ABC    | 2 février 2017              | 6,54                                      | 1,7                   |
| 3            | Fates Worse Than Death  | Un destin pire que la mort | ABC    | 9 février 2017              | 6.22                                      | 1.6                   |
| 4            | The Belt                | La Ceinture                | ABC    | 16 février 2017             | 6,06                                      | 1,6                   |
| 5            | They All Bow Down       | Courbettes et Politesses   | ABC    | 9 mars 2017                 | 5,26                                      | 1,4                   |
| 6            | Extinction              | Zanzibar                   | ABC    | 16 mars 2017                | 5,63                                      | 1,4                   |
| 7            | A Traitor Among Us      | Un traître parmi nous      | ABC    | 23 mars 2017                | 5,40                                      | 1,3                   |
| 8            | A Stomach for Blood     | En avoir ou pas            | ABC    | 30 mars 2017                | 6,57                                      | 1,5                   |
| 9            | Dead In the Water       | Un mort dans l'eau         | ABC    | 6 avril 2017                | 5,10                                      | 1,2                   |
| 10           | The Decision            | La Décision                | ABC    | 13 avril 2017               | 5,35                                      | 1,3                   |
| 11           | Trojan Horse            | Le Cheval de Troie         | ABC    | 20 avril 2017               | 5,11                                      | 1,3                   |
| 12           | Mercy                   | Miséricorde                | ABC    | 27 avril 2017               | 5,20                                      | 1,4                   |
| 13           | The Box                 | La Boîte                   | ABC    | 4 mai 2017                  | 5,15                                      | 1,3                   |
| 14           | Head Games              | Jeu de tête                | ABC    | 11 mai 2017                 | 5,10                                      | 1,4                   |
| 15           | Tick Tock               | Tic-tac                    | ABC    | 18 mai 2017                 | 5,23                                      | 1,2                   |
| 16           | Transfer of Power       | Transfert de pouvoir       | ABC    | 18 mai 2017                 | 5,23                                      | 1,2                   |